# کالتابلوتا
کالتابلوتا (به ایتالیایی: Caltabellotta) یک کومونه در ایتالیا است که در استان آگریجنتو واقع شده‌است.

## خصوصیات
کالتابلوتا ۱۲۳٫۶ کیلومترمربع مساحت و ۴٬۱۱۰ نفر جمعیت دارد و ۹۴۹ متر بالاتر از سطح دریا واقع شده‌است.